# Vịnh California
Vịnh California (hay còn được biết đến với tên gọi biển Cortez hay biển Cortés theo tên của nhà thám hiểm Hernán Cortés hay biển Vermilion; tiếng Tây Ban Nha: Mar de Cortés, Mar Bermejo, hay Golfo de California) là một vịnh biển ở Thái Bình Dương, chia cắt bán đảo Baja California với phần đất liền chính của México. Vịnh này tiếp giáp với các tiểu bang Baja California, Baja California Sur, Sonora và Sinaloa với tổng đường bờ biển dài khoảng 4.000 km (2.500 mi). Các con sông chính đổ vào vịnh này gồm Colorado, Fuerte, Mayo, Sinaloa, Sonora, và Yaqui. Tổng diện tích bề mặt của vịnh California là 160.000 km2 (62.000 dặm vuông Anh). Độ sâu dao động từ cửa sông gần Yuma, Arizona cho đến hơn 3.000 mét (9.800 ft).
Khu vực vịnh là một trong những vùng biển nơi đa dạng sinh học nhất trên thế giới, là nơi sinh sống của hơn 5.000 loài động vật không xương sống siêu nhỏ. Đồng thời, đây là nhà của hơn một triệu người. Tiếp giáp với vịnh này là bán đảo Baja California, bán đảo dài thứ hai thế giới chỉ sau Bán đảo Mã Lai ở Đông Nam Á. Một phần của vịnh California bao gồm các đảo trong nó được UNESCO công nhận là Di sản thế giới từ năm 2005.

## Địa lý
Vịnh California dài 1.126 km (700 dặm) và rộng 48 – 241 km, với diện tích 177.000 km 2, độ sâu trung bình là 818,08 m (2,684.0 ft), và có khối lượng khoảng 145.000 km 3.
Vịnh California bao gồm ba khu vực:
- Vịnh Bắc California
- Trung tâm Vịnh California
- Vịnh Nam California

## Địa chất

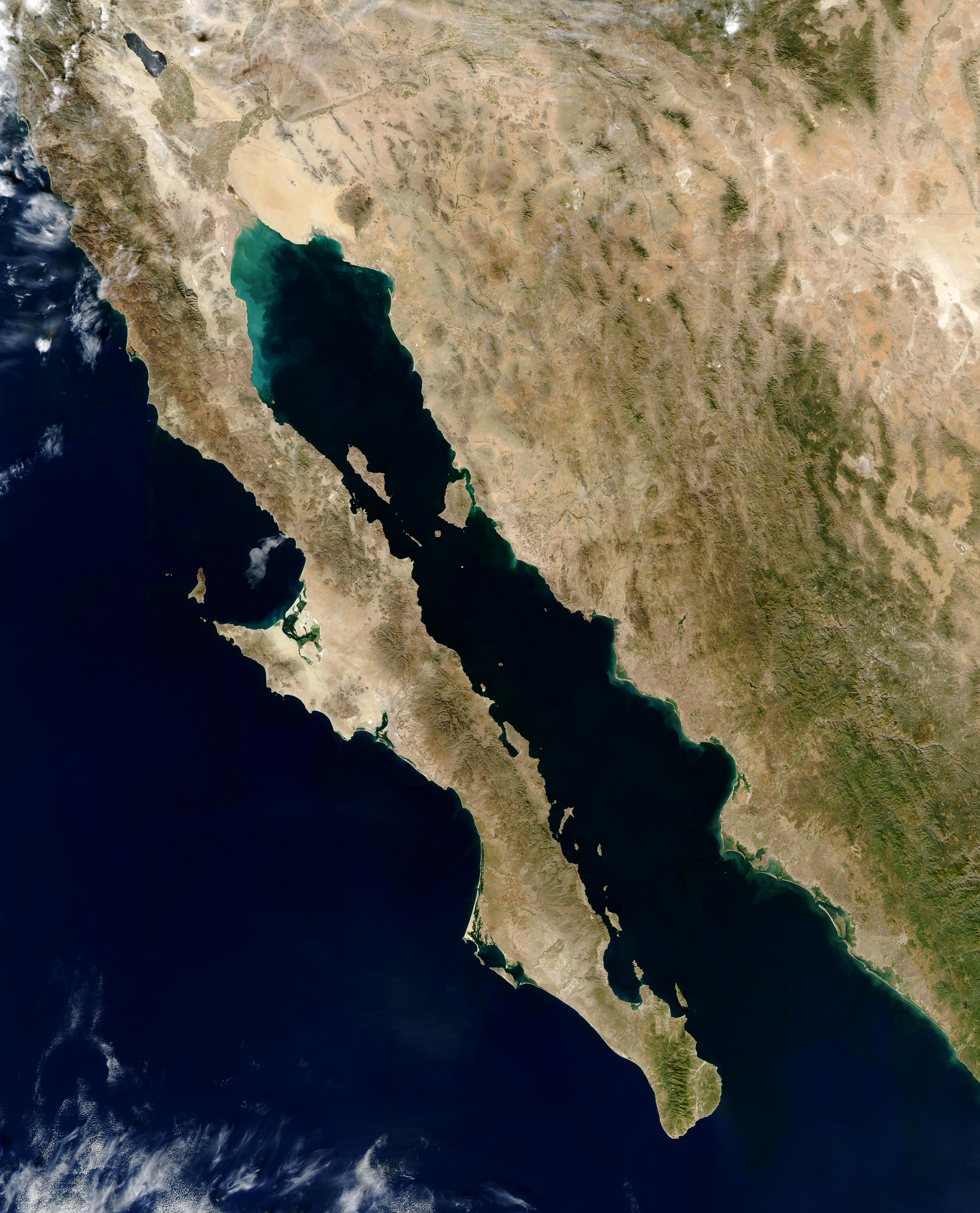
Ảnh vệ tinh khu vực vịnh.

Bằng chứng địa chất học được giải đoán nhiều bởi các nhà địa chất cho thấy rằng Vịnh California được hình thành cách nay khoảng 5,3 triệu năm khi lực kiến tạo làm tách bán đảo Baja California ra khỏi mảng Bắc Mỹ. Một phần trong quá trình này là đới nâng Đông Thái Bình Dương đã phát triển giữa vịnh dọc theo đáy biển. Phần kéo dài của đới nâng Đông Thái Bình Dương này thường được xem là đới tách giãn vịnh California. Vịnh này có thể kéo dài đến tận Indio, California, trừ phần châu thổ rộng lớn của sông Colorado. Châu thổ này án ngữ đường chảy ra biển làm ngập các vùng Mexicali và Imperial Valley. Hoạt động núi lửa là hoạt động chính của đới nâng đông Thái Bình Dương. Đảo Isla Tortuga là một ví dụ về núi lửa đang hoạt động. Hơn nữa, các mạch nhiệt dịch do hoạt động kiến tạo liên quan đến việc dang mở rộng vịnh California, được tìm thấy ở Bahía de Concepción, Baja California Sur.

## Các đảo và khu vực bảo vệ
Các đảo và khu vực bảo vệ ở vịnh California là di sản bao gồm 244 hòn đảo nhỏ và các khu vực bảo vệ ven biển nằm ở vịnh California, Đông bắc México thuộc 5 bang là: Baja California, Baja California Sur, Sonora, Sinaloa, và Nayarit. Các địa điểm mang những vẻ đẹp tự nhiên nổi bật với các hòn đảo gồ ghề, những vách đá cao và những bãi biển cát trải dài, trái ngược với khu vực sa mạc và biển xanh màu ngọc xung quanh. Đây là nhà của 695 loài thực vật bậc cao có mạch, nhiều hơn trong bất kỳ bất kỳ một nơi nào khác trên thế giới, 891 loài cá (90 loài đặc hữu) và chiếm số lượng lớn các loài động vật có vú sống ở biển như cá voi, sư tử biển...
Các đảo và khu vực bảo vệ bao gồm các khu vực là:
- Các đảo thuộc vịnh California
- Đồng bằng châu thổ sông Colorado - Các đảo thuộc khu vực sông Colorado đổ ra vịnh California
- San Pedro Martir, Baja California
- Vành đai ven biển El Vizcaíno
- Bahía de Loreto
- Cabo Pulmo
- Cabo San Lucas
- Nhóm đảo Las Marías, Nayarit
- Đảo Isabel, Nayarit
- Quần đảo San Lorenzo
- Nhóm đảo Marietas
- Khu bảo tồn thiên nhiên Balandra

## Hình ảnh

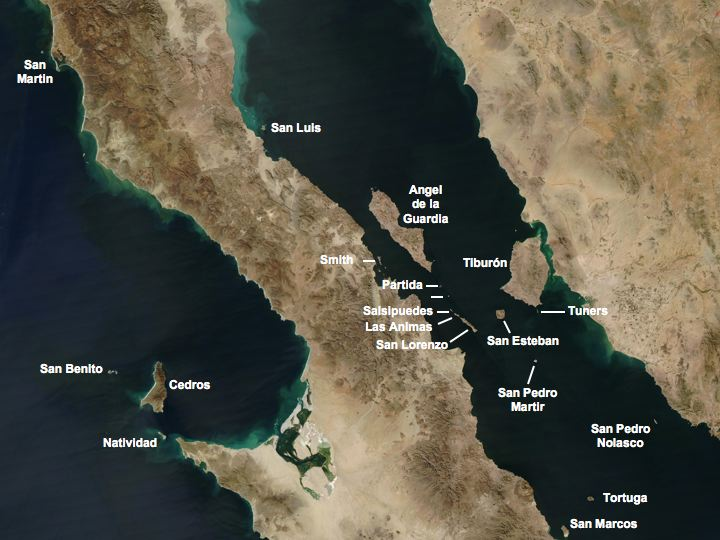
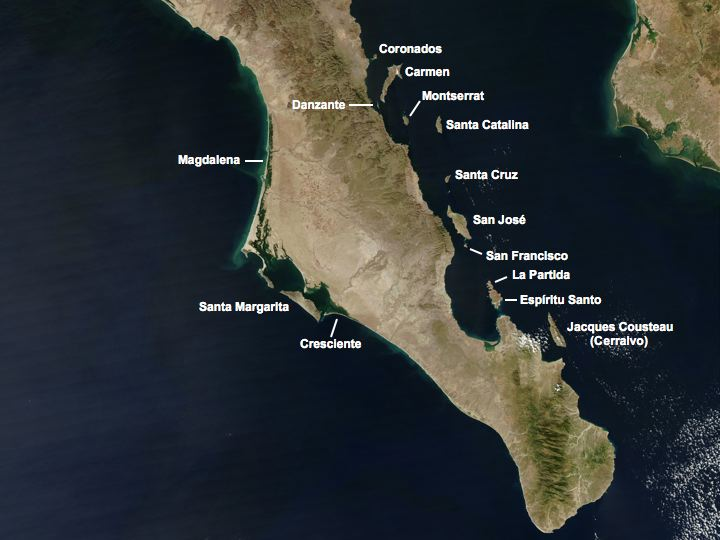
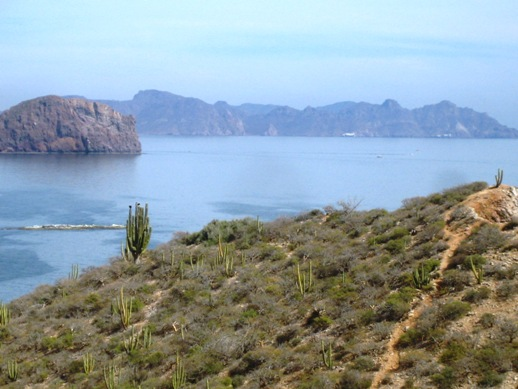
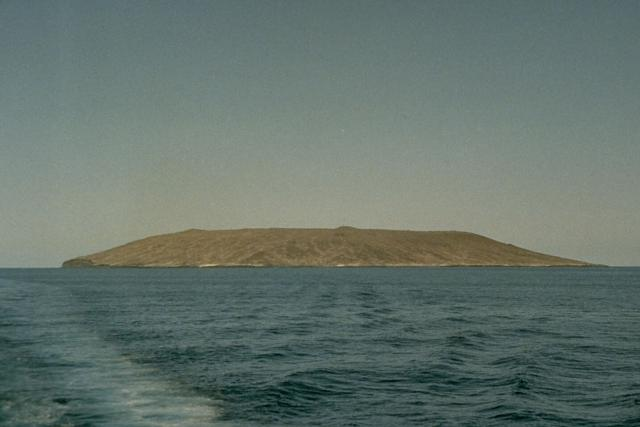
Đảo Tortuga